# 녹영 (식물)
녹영(綠鈴, string-of-pearls)은 국화과 금방망이속의 다육덩굴식물이다. 학명은 세네키오 로울레야누스(Senecio rowleyanus). 아프리카 남서부의 건조지대가 원산지다. 자연 상태에서는 땅바닥을 기어다니면서 땅에 닿는 부위에서 뿌리가 발생해 촘촘한 매트 형태를 이룬다. 사육시에는 화분에 심어놓고 높은 데 걸어서 발처럼 늘어지게 만들어 관상한다.
유독식물로, 수액에 접촉하는 것만으로 피부염이 발생할 수 있다. 다육성 잎이 완두콩과 비슷하여 동물이 착각하고 먹을 경우 구토, 설사, 탈수, 무기력증을 유발한다.

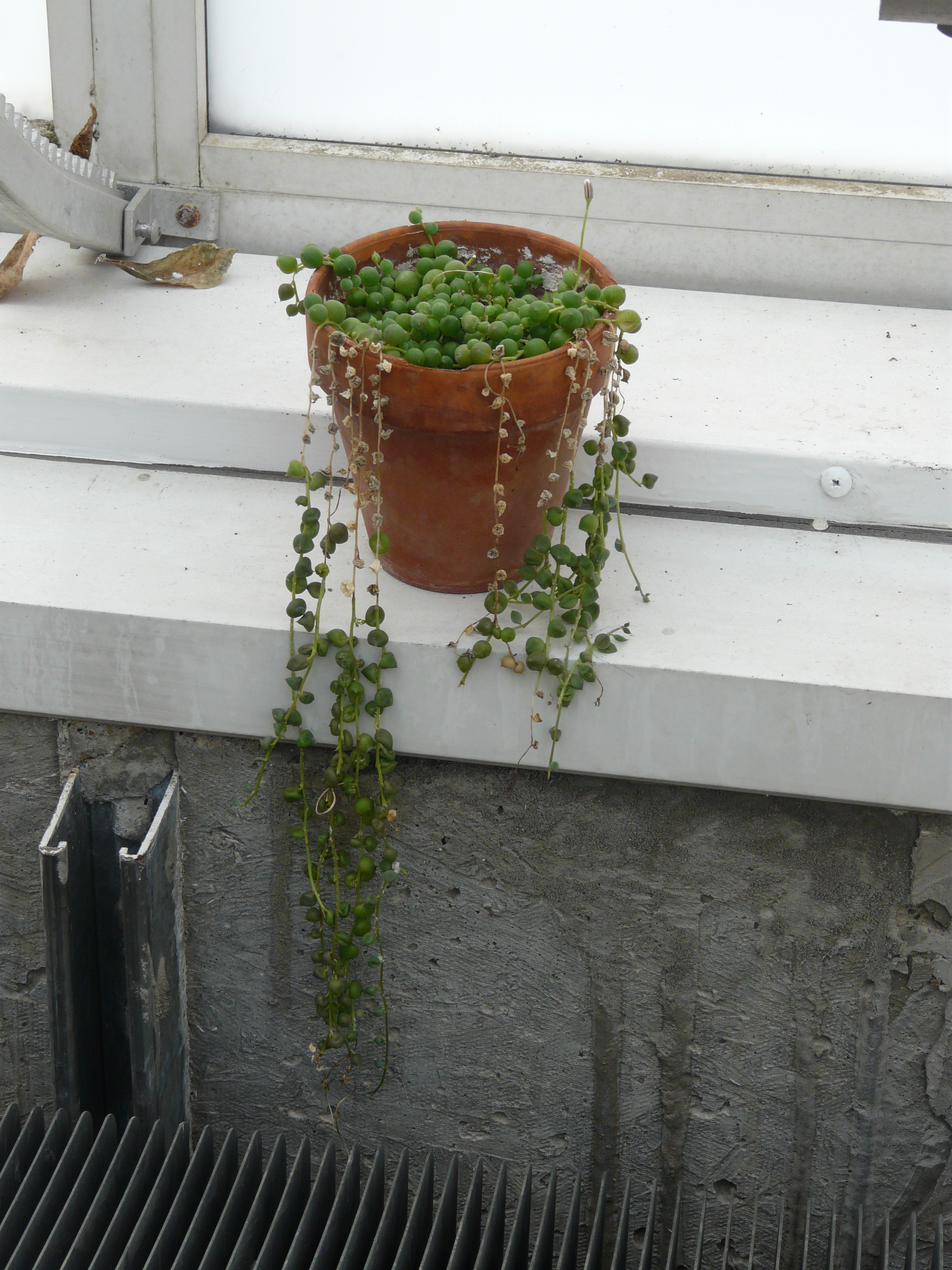
녹영 화분.